# Nekrolog 1608
Nekrolog
◄◄
| ◄
| 1604
| 1605
| 1606
| 1607
| 1608 | 1609 | 1610 | 1611 | 1612 | ► | ►►
Weitere Ereignisse | Allgemeiner Nekrolog 1608
Die Beschreibung der verstorbenen Person sollte so kurz wie möglich gehalten sein und nur deren signifikante Tätigkeit(en) enthalten.
Neue Namen ggf. auch unter dem Geburts- und Sterbedatum, also etwa unter 1. Januar und im Geburts- und Sterbejahr (2024) eintragen (nur bei entsprechender großer Wichtigkeit). Für Beispiele siehe die schon vorhandenen Artikel.
Außerdem über die fünf zuletzt Verstorbenen, zu denen es einen ausreichend guten Artikel für eine Präsentation auf der Hauptseite gibt, nach der todesbedingten Überarbeitung der Artikel ggf. auch unter Wikipedia Diskussion:Hauptseite informieren und sie am besten auch in den anderen Wikipedia-Sprachversionen eintragen. Tipp: Regelmäßig bei news.google.de nach „ist tot“, „gestorben“ oder „verstorben“ suchen.
Wenn eine Person gestorben ist, gibt es viele Seiten zu dieser Person in der Wikipedia, die davon auch betroffen sind und entsprechend aktualisiert werden müssen. Beispiele: Namenübersichtsseite, Geburtsjahr, Geburtsort-Seiten und viele mehr.
Wie finde ich die betroffenen Seiten?
Im Suchfeld auf der linken Seite gibt man den Suchbegriff so ein: „Vorname Nachname“. Dann klickt man auf Volltext und alle Seiten mit entsprechendem Suchtext werden aufgerufen. Hier sieht man dann schnell, wo auch das Todesjahr Sinn macht oder sogar ein Teil des Artikels angepasst werden muss. Auch hilft das „Werkzeug“ auf der linken Seite sehr gut, um solche Seiten aufzufinden: „Links auf diese Seite“. Somit ist die Wikipedia wieder aktuell in allen Bereichen! Hinweis: bei Eintragung der Kategorie „Gestorben JAHR“ wird der Missbrauchsfilter 49 ausgelöst, was jedoch nicht schlimm ist. Siehe: Spezial:Missbrauchsfilter/49
Dies ist eine Liste von im Jahr 1608 verstorbenen bekannten Persönlichkeiten. Die Einträge erfolgen innerhalb der einzelnen Daten alphabetisch sortiert. Tiere sind im Nekrolog für Tiere zu finden.

## Januar
| Tag        | Name                 | Beruf, bekannt als                                      | Alter | Beleg |
| ---------- | -------------------- | ------------------------------------------------------- | ----- | ----- |
| 4. Januar  | Peter Edgcumbe       | englischer Politiker                                    |       |       |
| 19. Januar | Bernard Maciejowski  | Primas von Polen                                        |       |       |
| 29. Januar | Hugo Blotius         | Jurist und Bibliothekar                                 |       |       |
| 29. Januar | Friedrich I.         | Graf von Mömpelgard und sechster Herzog von Württemberg | 50    |       |
| 30. Januar | Ferdinand von Bayern | Prinz von Bayern und Feldherr                           | 58    |       |

## Februar
| Tag         | Name                                 | Beruf, bekannt als                                                                | Alter | Beleg |
| ----------- | ------------------------------------ | --------------------------------------------------------------------------------- | ----- | ----- |
| 3. Februar  | Pantaleon Candidus                   | reformierter Theologe, Historiker und Autor                                       | 67    |       |
| 16. Februar | Nicolas Rapin                        | französischer Schriftsteller                                                      |       |       |
| 18. Februar | Charles II. de Luxembourg-Ligny      | Graf von Brienne und Ligny, Pair von Frankreich                                   | 36    |       |
| 22. Februar | Friedrich von Arnstedt               | deutscher Domherr in Magdeburg                                                    |       |       |
| 26. Februar | Erasmus Stockmann                    | deutscher Professor für Physik und Metaphysik                                     | 63    |       |
| 27. Februar | Henri de Bourbon, duc de Montpensier | Herzog von Montpensier, Châtellerault und Saint-Fargeau; französischer Heerführer | 34    |       |
| Februar     | Hartwig von Dassel                   | Rat und Autor mehrerer Schriften der Rechtswissenschaft                           |       |       |

## März
| Tag      | Name                | Beruf, bekannt als                                | Alter | Beleg |
| -------- | ------------------- | ------------------------------------------------- | ----- | ----- |
| 3. März  | Blandina Goldbeck   | deutsche Hausfrau in der Hansestadt Werben (Elbe) | 33    |       |
| 9. März  | Caterina Martinelli | römische Sängerin                                 |       |       |
| 29. März | Erhardus Sperber    | Theologe der Reformationszeit                     |       |       |

## April
| Tag       | Name                                 | Beruf, bekannt als                                          | Alter | Beleg |
| --------- | ------------------------------------ | ----------------------------------------------------------- | ----- | ----- |
| 18. April | Jakob Christoph Blarer von Wartensee | Bischof von Basel                                           | 65    |       |
| 19. April | Thomas Sackville, 1. Earl of Dorset  | englischer Staatsmann, Dramatiker und Dichter               |       |       |
| 25. April | Johann VI. von Sitsch                | Fürstbischof von Breslau, Oberlandeshauptmann von Schlesien | 55    |       |
| 29. April | Maria Anna von Bayern                | Erzherzogin von Innerösterreich-Steiermark                  | 57    |       |

## Mai
| Tag     | Name                      | Beruf, bekannt als | Alter | Beleg |
| ------- | ------------------------- | --- | ----- | ----- |
| 11. Mai | Giovanni Luca Conforti    | italienischer Sänger, Musiktheoretiker und Komponist                                                                        |       |       |
| 11. Mai | Sebastian Röttinger       | Ratsadvokat der Freien Reichsstadt Nördlingen, Konsulent der Fränkischen und Schwäbischen Reichsritterschaft und Hexenjäger | 70    |       |
| 14. Mai | Karl III.                 | Herzog von Lothringen | 65    |       |
| 17. Mai | Ascanio Colonna           | italienischer Kardinal | 48    |       |
| 22. Mai | Juan Bautista Villalpando | spanischer Jesuitenpater, Gelehrter, Mathematiker und Architekt                                                             |       |       |
| 29. Mai | Anna Muggen               | niederländische Frau, als Hexe hingerichtet                                                                                 |       |       |

## Juni
| Tag      | Name                                 | Beruf, bekannt als                                                                               | Alter | Beleg |
| -------- | ------------------------------------ | ------------------------------------------------------------------------------------------------ | ----- | ----- |
| 1. Juni  | Marie Eleonore von Jülich-Kleve-Berg | durch Heirat Herzogin von Preußen                                                                | 57    |       |
| 4. Juni  | Franz von Carácciolo                 | Ordensgründer und Heiliger der römisch-katholischen Kirche                                       | 44    |       |
| 6. Juni  | Bernardo Buontalenti                 | italienischer Maler, Architekt und Theatermaschinist                                             | 76    |       |
| 8. Juni  | Juan Bautista Acevedo Muñoz          | spanischer römisch-katholischer Geistlicher, Bischof von Valladolid und Patriarch von Westindien |       |       |
| 19. Juni | Alberico Gentili                     | italienischer Jurist                                                                             | 56    |       |
| 19. Juni | Johannes Pistorius der Jüngere       | deutscher Kontroverstheologe und Historiker                                                      | 62    |       |

## Juli
| Tag      | Name                   | Beruf, bekannt als                                                        | Alter | Beleg |
| -------- | ---------------------- | ------------------------------------------------------------------------- | ----- | ----- |
| 9. Juli  | Lucas Bacmeister       | deutscher lutherischer Theologe und Kirchenliedkomponist                  | 77    |       |
| 12. Juli | Margarethe von Dietz   | Gräfin                                                                    | 63    |       |
| 18. Juli | Marquard von Ahlefeldt | Herr auf Haselau, Kaden und der Mörder von Detlev von Ahlefeldt           | 37    |       |
| 18. Juli | Joachim Friedrich      | Kurfürst von Brandenburg, Herzog von Preußen, Administrator von Magdeburg | 62    |       |
| 21. Juli | Johannes Angelus       | deutscher lutherischer Theologe                                           |       |       |
| 26. Juli | Pablo de Céspedes      | spanischer Maler                                                          |       |       |

## August
| Tag        | Name             | Beruf, bekannt als                            | Alter | Beleg |
| ---------- | ---------------- | --------------------------------------------- | ----- | ----- |
| 1. August  | Christoph Vogel  | deutscher evangelischer Pfarrer und Topograph |       |       |
| 13. August | Giovanni Bologna | Bildhauer des Manierismus                     |       |       |
| August     | Giacomo Candido  | italienischer römisch-katholischer Bischof    |       |       |

## September
| Tag           | Name                    | Beruf, bekannt als                                                                                            | Alter | Beleg |
| ------------- | ----------------------- | --- | ----- | ----- |
| 2. September  | Jerónimo Xavierre       | spanischer Dominikaner und Kardinal                                                                           |       |       |
| 3. September  | Guillén de San Clemente | spanischer Diplomat                                                                                           |       |       |
| 9. September  | Mary Shakespeare        | Mutter von William Shakespeare                                                                                |       |       |
| 19. September | Alfonso Visconti        | römisch-katholischer Bischof und Kardinal                                                                     |       |       |
| 28. September | Henri de Joyeuse        | französischer Kapuziner, Marschall von Frankreich, Heerführer in den Hugenottenkriegen und Herzog von Joyeuse |       |       |

## Oktober
| Tag         | Name                    | Beruf, bekannt als                                                                       | Alter | Beleg |
| ----------- | ----------------------- | ---------------------------------------------------------------------------------------- | ----- | ----- |
| 3. Oktober  | Bonifacius Colyn        | Bürgermeister und Schöffe von Aachen                                                     |       |       |
| 4. Oktober  | Christoph von Schönberg | sächsischer Berghauptmann                                                                |       |       |
| 9. Oktober  | Pompeo Leoni            | italienischer Bildhauer und Kunstsammler                                                 |       |       |
| 17. Oktober | Luca Bati               | italienischer Komponist und Musiklehrer am Übergang zwischen Renaissance- und Barockzeit |       |       |
| 19. Oktober | Martin Anton Delrio     | Jesuit und Hexentheoretiker                                                              | 57    |       |
| 19. Oktober | Geoffrey Fenton         | englischer Übersetzer                                                                    |       |       |
| 19. Oktober | Maria Pypelinckx        | Mutter von Peter Paul Rubens                                                             | 70    |       |
| 26. Oktober | Valentin Forster        | deutscher Jurist                                                                         | 78    |       |
| 26. Oktober | Philipp Nicolai         | Pfarrer und Liederdichter                                                                | 52    |       |
| 26. Oktober | Juan Pantoja de la Cruz | spanischer Maler                                                                         |       |       |
| 26. Oktober | Gertrud von Plettenberg | Mätresse Ernst von Bayerns                                                               |       |       |

## November
| Tag          | Name                         | Beruf, bekannt als                                           | Alter | Beleg |
| ------------ | ---------------------------- | ------------------------------------------------------------ | ----- | ----- |
| 3. November  | Johann Georg von Werdenstein | deutscher Adliger, Domherr, Kantor, Bücher- und Notensammler | 66    |       |
| 10. November | Andreas Avellino             | italienischer Ordenspriester des Theatinerordens             |       |       |
| 13. November | Veit Winsheim der Jüngere    | ungarischer Rechtswissenschaftler                            |       |       |
| 14. November | Bartolomé Carducho           | italienischer Maler                                          |       |       |

## Dezember
| Tag          | Name                         | Beruf, bekannt als                                                  | Alter | Beleg |
| ------------ | ---------------------------- | ------------------------------------------------------------------- | ----- | ----- |
| 5. Dezember  | Sigismund I. Rákóczi         | Fürst von Siebenbürgen                                              |       |       |
| 29. Dezember | Martin Schalling der Jüngere | deutscher evangelischer Theologe, Kirchenlieddichter und Reformator | 76    |       |

## Datum unbekannt
| Tag | Name                           | Beruf, bekannt als                                                                      | Alter | Beleg |
| --- | ------------------------------ | --------------------------------------------------------------------------------------- | ----- | ----- |
|     | Matthias Benningk              | deutscher Geschütz- und Glockengießer                                                   |       |       |
|     | Bess of Hardwick               | Gräfin von Shrewsbury                                                                   |       |       |
|     | Iwan Issajewitsch Bolotnikow   | russischer Leibeigener und Führer des großen russischen Bauernaufstands von (1606–1607) |       |       |
|     | Pierre Bonnet                  | französischer Komponist                                                                 |       |       |
|     | Giovanni Ambrogio Figino       | italienischer Maler                                                                     |       |       |
|     | Anastasio de Fillis            | italienischer Astronom und einer der Mitbegründer der Accademia dei Lincei in Rom       |       |       |
|     | Johannes Fleischer der Jüngere | deutscher Arzt und Botaniker                                                            |       |       |
|     | Melchior von Flüe              | Schweizer Hauptmann und Ritter                                                          |       |       |
|     | Hans Frese                     | deutscher Kartograf                                                                     |       |       |
|     | François de Gravelle           | französischer Autor und Philosoph                                                       |       |       |
|     | Theobaldus van Hoghelande      | niederländischer Alchemist                                                              |       |       |
|     | Jean de La Taille              | französischer Dichter und Dramatiker                                                    |       |       |
|     | Duarte Nunes de Leão           | portugiesischer Rechtsgelehrter und Historiker                                          |       |       |
|     | Dirck Gerritz Pomp             | niederländischer Seefahrer                                                              |       |       |
|     | Johannes Rodde                 | Abt des Benediktinerklosters Liesborn (1582–1608)                                       |       |       |
|     | Friedrich Seefried             | deutscher Porträt- und Wappenmaler, Vedutenzeichner und Kartograph                      |       |       |
|     | Christoph Silberysen           | Schweizer Abt und Buchillustrator                                                       |       |       |
|     | Alessandro Vittoria            | italienischer Bildhauer des Manierismus                                                 |       |       |